# Nicolaas Goetsjkov

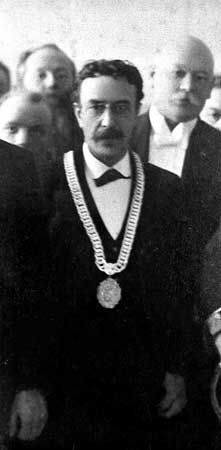
Nicolaas Ivanovitsj Goetsjkov

Nicolaas Ivanovitsj Goetsjkov (Russisch: Никола́й Ива́нович Гучко́в) (1860 - 1935) was een Russisch politicus.
Nicolaas Goetsjkov was de zoon van de rijke industrialist Ivan Goetsjkov en zijn Franse vrouw Coralie Vacquier. Hij was de oudere broer van Aleksandr Goetsjkov. 
Nicolaas Goetsjkov studeerde aan de Staatsuniversiteit van Moskou en volgde een opleiding aan de militaire academie. Na de Eerste Russische Revolutie van 1905 sloot hij zich aan bij de conservatief-liberale Unie van 17 Oktober (vooral bekend onder de naam Oktobristenpartij). (Zijn broer Aleksandr werd in 1906 tot voorzitter van de Oktobristenpartij gekozen.) Nicolaas Goetsjkov was van 1905 tot 1912 burgemeester van Moskou. Hij trad hiermee in de voetsporen van zijn grootvader Efim die in de negentiende eeuw burgemeester van Moskou was geweest.
Nicolaas Goetsjkov steunde na de Oktoberrevolutie het Witte Leger van generaal Anton Denikin. In 1920 week hij uit naar Parijs.